# Вулпешть (Арджеш)
Вулпешть, Вулпешті (рум. Vulpești) — село у повіті Арджеш в Румунії. Адміністративний центр комуни Бузоєшть.
Село розташоване на відстані 94 км на захід від Бухареста, 30 км на південь від Пітешть, 93 км на схід від Крайови, 129 км на південний захід від Брашова.

## Населення
За даними перепису населення 2002 року у селі проживали 967 осіб, усі — румуни. Усі жителі села рідною мовою назвали румунську.